# Clobutinol
Le clobutinol (Silomat⁰) est un antitussif qui a été commercialisé en France en 1964. Il a été retiré du marché en 2011 en raison de la possibilité de survenue d'effets indésirables graves, notamment des troubles du rythme cardiaque, par allongement de l'espace QT dose-dépendant.